# 결합 에너지
결합 에너지(bond energy, BE), 또는 결합 엔탈피는 화학 결합의 세기를 측정하는 방식이다. IUPAC에 따르면 결합 에너지는 기체상태의 해리 에너지, 즉 기체 상태의 원자 1몰의 공유 결합을 끊어서 구성입자(원자 또는 이온)로 만드는 데 필요한 에너지로 정의된다. 같은 종류의 분자에서 같은 종류의 결합을 끊는데 필요한 에너지는 항상 동일하다. 결합 에너지가 클 수록 분자의 에너지준위가 더 낮아지고, 따라서 더 안정하다.
해리 에너지(bond dissociation energy, BDE)는 RX → R + X 과정에서 발생하는 표준 엔탈피로 정의된다. R과 X 사이의 결합을 끊는데 필요한 에너지라는 의미로 Dº(R−X)라 적으며, 다음과 같이 계산한다.
{\displaystyle {\begin{array}{lcl}\mathrm {D^{\circ }(R-} X)\ =\bigtriangleup H_{f}^{\circ }\mathrm {(R)} +\bigtriangleup H_{f}^{\circ }(X)-\bigtriangleup H_{f}^{\circ }(\mathrm {R} X)\end{array}}}
메탄의 경우를 살펴보자. 메탄에 있는 C-H결합 에너지 BE(C–H)는 438 kJ/mol이다. 메탄이 결합 에너지를 흡수 하고 CH3(g)와 H(g)로 분리가 되는 것이다.
CH4(g)+438kJ→CH3(g)+H(g)
결합에너지는 결합의 세기를 나타내는 척도라고도 볼 수 있다. 결합이 강할수록 결합을 끊는데의 에너지가 많이 들기 때문이다.
결합에너지는 결합이 강할수록, 극성이 클수록, 단일결합 보다는 다중 결합일수록 증가한다.
예를 들면 HF, HCl, HBr, HI가 있을 때 결합의 극성은 HF > HCl> HBr> HI이다. 극성이 클수록 결합에너지가 크 므로 결합에너지도 HF > HCl> HBr> HI이다.
예를 들면 C2의 단일 결합보다는 이중 결합이 이중결합보다는 삼중 결합이 결합에너지가 큰것이다.
화학반응은 원자의 재배열이라 볼 수 있는데 화학반응이 있기 위해서는 분자의 결합이 끊어 져야 한다. 화학결합을 끊으려면 입자들 사이의 인력을 끊을 수 있는 만큼의 에너지가 필요하다.

## 같이 보기
- 결합 해리 에너지
- 이온화 에너지
- 격자에너지